# Panathīnaïkos Athlītikos Omilos 2010-2011
Questa voce raccoglie le informazioni riguardanti il Panathīnaïkos Athlītikos Omilos nelle competizioni ufficiali della stagione 2010-2011.

## Maglie e sponsor
| Casa | Trasferta | Terza |  |

## Rosa
| N. |                      | Ruolo | Calciatore                 |
| -- | -------------------- | ----- | -------------------------- |
| 2  | Grecia (bandiera)    | D     | Geōrgios Seïtaridīs        |
| 3  | Spagna (bandiera)    | D     | Josu Sarriegi              |
| 4  | Francia (bandiera)   | D     | Jean-Alain Boumsong        |
| 5  | Mali (bandiera)      | D     | Cédric Kanté               |
| 7  | Grecia (bandiera)    | C     | Sōtīrīs Ninīs              |
| 8  | Grecia (bandiera)    | C     | Georgios Ioannidis         |
| 9  | Francia (bandiera)   | A     | Djibril Cissé              |
| 10 | Francia (bandiera)   | A     | Sidney Govou               |
| 11 | Argentina (bandiera) | C     | Sebastián Leto             |
| 14 | Spagna (bandiera)    | C     | Luis García                |
| 15 | Brasile (bandiera)   | C     | Gilberto Silva             |
| 19 | Francia (bandiera)   | C     | Damien Plessis             |
| 20 | Grecia (bandiera)    | C     | Lazaros Christodoulopoulos |

| N. |                       | Ruolo | Calciatore          |  |
| -- | --------------------- | ----- | ------------------- |  |
| 21 | Grecia (bandiera)     | C     | Elini Dīmoutsos     |  |
| 22 | Grecia (bandiera)     | D     | Stergos Marinos     |  |
| 23 | Mozambico (bandiera)  | C     | Simão Mate Junior   |  |
| 24 | Grecia (bandiera)     | D     | Loukas Vyntra       |  |
| 26 | Grecia (bandiera)     | C     | Giōrgos Karagkounīs |  |
| 27 | Grecia (bandiera)     | P     | Orestīs Karnezīs    |  |
| 28 | Grecia (bandiera)     | A     | Antōnīs Petropoulos |  |
| 29 | Grecia (bandiera)     | C     | Kōstas Katsouranīs  |  |
| 30 | Grecia (bandiera)     | P     | Alexandros Tzorvas  |  |
| 31 | Grecia (bandiera)     | D     | Nikos Spiropoulos   |  |
| 38 | Brasile (bandiera)    | C     | Silva Cleyton       |  |
| 66 | Portogallo (bandiera) | P     | Daniel Fernandes    |  |

### Staff tecnico
Allenatore:  Nikos Nioplias,  Jesualdo Ferreira

## Risultati
- Campionato greco: 2º posto
- Coppa di Grecia: Quarti di finale
- UEFA Champions League: fase a gironi